# علیه الجعار
عَلیّه محمد احمد الجَعّار (۱۷ اکتبر ۱۹۳۵ – ۷ آوریل ۲۰۰۳) شاعر مصری بود. در طنطا زاده شد و مقدمات زبان عربی را نزد پدرش آموخت و دیوان‌های بسیاری زیادی را حفظ کرد. در سال ۱۹۶۰ از دانشکدهٔ حقوق دانشگاه قاهره فارغ‌التحصیل شد. مدتی به عنوان وکیل کار کرد، سپس در تلویزیون مصر به عنوان مدیر امور حقوقی منصوب شد. علاوه بر شعر، برای رادیو و تلویزیون درام نوشت، به ویژه آن‌هایی که به مناسبت‌های دینی اسلامی وابسته بود. الجعار به عنوان شاعری مسلمان در روزگار خود شهرت یافت و از سال ۱۹۶۸ تا ۲۰۰۰، شش دیوان شعر چاپ کرد.

## زندگی و پیشه
عَلیّه بنت محمد بن احمد الجَعّار در ۱۷ اکتبر ۱۹۳۵ در طنطا به دنیا آمد. نسب خانوادهٔ او هاشمی است. پدرش نقش مهمی در زندگی او داشت که شاعر و استاد شریعت اسلامی بود و به تدریس ادبیات به علیه علاقه داشت. کتاب‌هایی برای را خرید و به او کمک کرد تا قواعد زبان عربی را بیاموزد. اصول زبان عربی را از پدرش یادگرفت و مهم‌ترین کتاب‌های ادب عربی را خواند. در دوران کودکی قرآن را در مکتب حفظ کرد. در مدارس ابتدایی و متوسطهٔ طنطا تحصیل کرد و تحصیلات اولیهٔ خود را در مدرسهٔ آمریکایی دریافت کرد. پس از اخذ دیپلم دبیرستان به دانشکدهٔ حقوق دانشگاه قاهره پیوست و در سال ۱۹۶۰ فارغ‌التحصیل شد.
مدتی به روزنامه‌نگاری و وکالت تا سال ۱۹۶۳ مشغول شد، سپس به تلویزیون مصر پیوست و مناصب گوناگون را طی کرد تا اینکه به سمت مدیرکل امور حقوقی و مشاور رئیس اتحادیهٔ صدا و سیما رسید.به عضویت بنیادهای بسیاری درآمد، از جمله: عضویت در هیئت مدیرهٔ کانون مؤلفان و آهنگسازان، هیئت مدیره کانون نویسندگان، کانون وکلا، شورای عالی امور اسلامی، انجمن جهانی ادبیات اسلامی، کمیتهٔ فرهنگی خانهٔ اپرا و باشگاه القصید. بسیاری از آهنگ‌های رادیویی و همچنین برنامه‌های شبانهٔ تلویزیونی برای مناسبت‌های دینی و نمایشنامه‌های برگرفته از تاریخ اسلام، سیرهٔ نبوی و زندگی‌نامه صحابه را ساخت. از جمله ترانهی «سمینا و عدینا» را نوشت که توسط عبدالعظیم محمد آهنگسازی شد و توسط شهرزاد در ۱۴ اکتبر ۱۹۷۳ ضبط شد و روز بعد تأیید و از رادیو مصر پخش شد. همچنین آهنگ «دستم را بگیر» از اوست که ساختهٔ عبدالمنعم البارودی و آخرین آهنگ شادیه بود. چندین سال نمایندهٔ مصر در کنفرانس‌های حقوقدانان عرب و جشنواره شعر المِربَد بود. الجعار جایزهٔ ایده‌آل دانشگاهی دانشگاه قاهره، مدال تئاتر دانشگاهی و جایزهٔ عبدالعزیز سعود البابطین را برای خلاقیت شاعرانه، بخش بهترین شعر، در سال ۱۹۹۰ دریافت کرد.
علیه الجعار به عنوان شاعری اسلامی که عاشق اهل بیت بود، گرامی داشته می‌شود. به دلیل اشعاری که به خاندان نبوی اختصاص داده است، در میان محافل شیعه شهرت فراوانی دارد. این اشعار توسط جوامع شیعه در چندین کشور عربی به ویژه عراق خوانده و سروده می‌شود.
رابطهٔ طولانی و گستردهٔ خانوادگی که علیه الجعار را با محمد متولی الشعراوی (۱۹۱۱–۱۹۹۸) پیوند می‌داد، او را کاندید اصلی برای نوشتن عناوین و آهنگ‌های سریال «امام داعیان» (به عربی: إمام الدعاة) ساخت که به زندگینامه، زندگی و تجربه شعراوی می‌پردازد.الجعار میزبان یکی از مهم‌ترین سالن‌های فرهنگی و ادبی مصر را در خانهٔ خود بود. برخی از میهمانان وی: فاروق شوشه، محمد ابراهیم ابوسنه، ابراهیم عیسی، سعاد الصباح، صقر الهاشمی و احمد عمر هاشم بودند. رادیو گزارش‌های سالن ماهانه را ضبط و به عنوان بخشی از برنامه‌های خود پخش می‌کرد. الجعار به خاطر کارش در رادیو و تلویزیون و نگارش درام‌های موزیکال، به جامعهٔ خوانندگان و آهنگسازان نزدیک و با برخی از آنان دوستی برپا کرد، از جمله: سعاد محمد، فایزه احمد و شوهرش محمد سلطان، شهرزاد، محمد رشدی، محمد ثروت، سمیر الاسکندرانی، عادل مأمون و همسرش هدی زاید، عبداللطیف التلبانی، نادیه مصطفی و شوهرش ارکان فؤاد، اسامه عباس، زینب یونس، شادیه، مها صبری، شمس البارودی، حسن یوسف، تحیه کاریوکا، عبدالحلیم حافظ، یاسمین الخیام و دیگران. علیه الجعار همچنین در طول حرفهٔ خود شبکه‌ای گسترده‌ای از روابط و ارتباطات خارج از دنیای هنرمندان در مصر و جهان عرب ایجاد کرد، از جمله با عبدالحلیم محمود، عبدالاحد جمال‌الدین، خواهر ملک فهد، شاهزاده عبدالمحسن امیر مدینه و پسرش شاهزاده بدر، و بسیاری دیگر. در جنگ بوسنی (۱۹۹۲–۱۹۹۵)، کمک‌های مالی جمع‌آوری کرد و برای حمایت از مسلمانان بوسنی اقداماتی انجام داد. در آن زمان او جواهرات و لباس‌های گران‌قیمت خود را به نفع بوسنی اهدا کرد. وی تحت نظارت شیخ الازهر به همراه هیئتی از کمیتهٔ امداد اسلامی سندیکای پزشکان برای حمایت از مسلمانان بوسنی اعم از زن و مرد به سفر رفت. او همچنین از مسلمانان چچن در خلال درگیری چچن و روسیه حمایت کرد و همین باعث شد که فاروق جویده شاعر، او را «فدائیه» خطاب کند. در سالهای تحریم به عراق رفت تا از آنان حمایت کند. همچنین برای حمایت از مسئلهٔ فلسطین و مردم آن تلاش کرد.
او ۲۵ سال با سرطان زندگی کرد و به انواع سرطان مبتلا شد و مجبور به برداشتن سینه‌اش شد. تب‌خال و سل گرفت. در سال‌های آخر زندگی، او به یک رژیم غذایی سالم و ارگانیک پایبند شد. علیّه الجعّار پس از سال‌های بیماری در ۷ آوریل ۲۰۰۳ درگذشت.

## زندگی شخصی
علیّه الجعار مسلمان بود. با سیف ثابت ازدواج کرد که پسر عموی سوزان ثابت بود که پس از ازدواج با حسنی مبارک به سوزان مبارک معروف شد. پیش از آن، یک شخصیت سرشناس سعودی او را از پدرش خواستگاری کرده بود او نمی‌دانست که علیه قبلاً ازدواج کرده است و پس از یک داستان عاشقانه در دوران دانشجویی با سیف ثابت ازدواج کرده بود.الجعار یک پسر به نام کامل داشت که از او سه نوه به نام‌های علیه، عمر و محمد داشت. نخستین بار در ۱۹۶۴ حج گذارد. الجعار همراه دوستش تحیه کاریوکا یک بار به حج و عمره رفت. با وجود آنچه می‌توان از حرفهٔ علیه الجار به عنوان یک مسلمان متعهد مذهبی در آثارش فهمید، شخصیت رسانه‌ای هاله الجعار، برادرزادهٔ او، جنبهٔ دیگری از زندگی او را آشکار کرده است مثل آموزش موسیقی به دختران خانواده و رقص والس و تانگو به آنان. هاله الجعار همچنین افزوده است که محمد عبدالوهاب به علیّه توصیه کرد که آواز بخواند، چون صدای بسیار زیبایی دارد و او را نیز به بازیگری توصیه کرد، به‌ویژه که او علاوه بر نواختن عود و پیانو در این هنر نیز تبحر داشت. عبدالوهاب او را به عنوان یک «هنرمند جامع» به معنای جامع کلمه توصیف کرده است. هاله الجعار گفته است که «عمه‌ام همان قدر که مذهبی و عرفانی بود، آدم دلنشینی بود. شما هرگز از جلسه‌ها و داستان‌های او خسته نمی‌شدید. او روح هنری هم داشت، چون صدای شیرینی داشت، در نواختن پیانو استعداد داشت و انواع موسیقی را می‌دانست.» به گفتهٔ هاله، او در مقطعی از زندگی‌اش مورد هدف دولت قرار گرفت و وزارت کشور حفاظت امنیتی را بر او تحمیل کرد، دو افسر پلیس را مأمور کرد تا دم در خانهٔ او بایستند و در هر سفری او را همراهی کنند.

## آثار
از جمله مجموعه شعرهای وی:
- إني أحب: دار المعارف، قاهره، ۱۹۶۸.
- أتحدى بهواك الدنيا: الشرکة المصریة للطباعة والنشر، قاهره، ۱۹۷۷
- غريب أنت یا قلبي: دار المعارف، قاهره، ۱۹۸۳.
- ابنة الإسلام: المکتب المصری، قاهره، ۱۹۸۷.
- على أعتاب الرضا: أمون للطباعة، قاهره، ۱۹۹۳.
- مهاجرون بلا أنصار: المکتب المصری الحدیث، قاهره، ۲۰۰۰.